# Хыла, Лукаш
Лукаш Хыла (пол. Łukasz Chyła; род. 31 марта 1981, Дземяны, Поморское воеводство) — польский легкоатлет, специалист по бегу на короткие дистанции. Выступал за сборную Польши по лёгкой атлетике на всём протяжении 2000-х годов, дважды серебряный призёр чемпионатов Европы, победитель и призёр многих международных стартов, участник двух летних Олимпийских игр.

## Биография
Лукаш Хыла родился 31 марта 1981 года в деревне Дземяны Косьцежского повята Поморского воеводства, Польша.
Занимался лёгкой атлетикой в городе Сопот, состоял в местном одноимённом легкоатлетическом клубе.
Первого серьёзного успеха на международном уровне добился в сезоне 1999 года, когда вошёл в состав польской национальной сборной и побывал на юниорском чемпионате Европы в Риге, откуда привёз награду серебряного достоинства, выигранную в зачёте эстафеты 4 × 100 метров.
В 2000 году участвовал в юниорском чемпионате мира в Сантьяго, в индивидуальном беге на 100 метров дошёл до полуфинала, тогда как в эстафете 4 × 100 метров остановился на предварительном квалификационном этапе.
На молодёжном европейском первенстве 2001 года в Амстердаме одержал победу в эстафете 4 × 100 метров и завоевал серебряную медаль в беге на 200 метров. Участвовал во взрослом мировом первенстве в Эдмонтоне, но здесь попасть в число призёров не смог — в эстафете 4 × 100 метров показал шестой результат.
В 2002 году в эстафете 4 × 100 метров стал серебряным призёром на чемпионате Европы в Мюнхене, уступив в финале только команде Украины.
В 2003 году стартовал на домашнем молодёжном европейском первенстве в Быдгоще и на взрослом мировом первенстве в Париже, где в программе эстафеты 4 × 100 метров стал пятым.
На чемпионате мира 2004 года в помещении в Будапеште стартовал в беге на 60 метров и дошёл до стадии полуфиналов. Благодаря череде удачных выступлений удостоился права защищать честь страны на летних Олимпийских играх в Афинах — в беге на 100 метров остановился в четвертьфинале, в то время как в эстафете 4 × 100 метров занял итоговое пятое место.
После афинской Олимпиады Хыла остался в составе легкоатлетической команды Польши на ещё один олимпийский цикл и продолжил принимать участие в крупнейших международных соревнованиях. Так, в 2005 году он выступил на чемпионате Европы в помещении в Мадриде, где стал шестым в беге на 60 метров, отметился выступлением на чемпионате мира в Хельсинки.
На европейском первенстве 2006 года в Гётеборге дошёл до полуфинала в беге на 100 метров и выиграл серебряную медаль в эстафете 4 × 100 метров — в финале польскую команду обошли только бегуны из Великобритании.
В 2007 году участвовал в чемпионате Европы в помещении в Бирмингеме и в чемпионате мира в Осаке.
Находясь в числе лидеров польской национальной сборной, благополучно прошёл отбор на Олимпийские игры в Пекине — здесь стартовал исключительно в эстафете 4 × 100 метров, но уже в ходе предварительного забега их команда сошла с дистанции.
Одновременно со спортивной карьерой служил в Вооружённых силах Польши, имел звание капрала.